# Kenneth Anger
Kenneth Anger, rodným jménem Kenneth Wilbur Anglemeyer (3. února 1927 – 11. května 2023) byl americký experimentální filmový režisér. Narodil se v Santa Monice, jeho otec měl německý původ, zatímco matka anglický. Svůj první krátký film natočil již v roce 1937, ve svých deseti letech. Později se usadil v Evropě, kde pokračoval v tvorbě krátkometrážních filmů. Jeho nejstarším dochovaným filmem je Fireworks (1947). Do USA se vrátil v roce 1953. Mezi jeho filmy patří například Inauguration of the Pleasure Dome, a Lucifer Rising, ve kterém vystupovali vedle jiných Marianne Faithfull, Chris Jagger a Jimmy Page a hudbu k němu složil Bobby Beausoleil (hudbu měl původně složit Jimmy Page). Po tomto filmu se na dlouhá léta od natáčení odmlčel, vrátil se až po roce 2000. Je autorem knihy Hollywood Babylon (1965), popisující údajné skandály hollywoodských hvězd.
Zemřel v roce 2023 ve věku 96 let v Yucca Valley v Kalifornii.